# Juan de Dios Bojórquez
Juan de Dios Bojórquez León (San Miguel de Horcasitas, Sonora; 8 de marzo de 1892 - México, D. F.; 27 de julio de 1967) fue un político mexicano, miembro del Partido Revolucionario Institucional, fue diputado, senador, Secretario de Gobernación, integrante, de solo 11,  de la mesa directiva constitucional de 1917, entre otros cargos de importancia.[cita requerida]

## Biografía
Juan de Dios Bojórquez León fue ingeniero agrónomo, simpatizante de la Revolución mexicana encabezada por Francisco I. Madero desde sus inicios, fue elegido diputado al Congreso de Sonora y al Congreso constituyente de 1917, Embajador de México en Honduras, Guatemala y Cuba y jefe del Departamento de Estadística Nacional y del Departamento del Trabajo, y diputado federal a la XXIX Legislatura de 1920 a 1922. Durante toda su carrera política fue un decidido y muy cercano partidario de Plutarco Elías Calles, durante el llamado Maximato, por instancias de Calles fue nombrado Secretario de Gobernación en el gobierno de Lázaro Cárdenas del Río en 1934, sin embargo al año siguiente, al ocurrir el rompimiento entre Cárdenas y Calles fue obligado a renunciar y permaneció alejado de la política durante muchos años.
Al ocurrir el rompimiento, Bojórquez intentó que Calles tomara la iniciativa y buscara imponerse a Cárdenas, pero Calles lo descartó diciéndole:

No, Juan de Dios, esto no tiene remedio, porque situaciones como la que tenemos, no se prenden con alfileres. Desgraciadamente el Presidente Cárdenas me ha interpretado mal y como ya tomó él sus decisiones, no está en mis manos cambiar nada de lo que él ha dispuesto.
Plutarco Elías Calles a Juan de Dios Bojórquez, 1935.

Con el anagrama de Djed Bórquez como seudónimo, es autor de varios libros, entre ellos la novela "Yorem Tamegua",(1923); "El héroe de Nacozari", (1926); "Hombres y aspectos de México en la Tercera etapa de la Revolución",(1963), donde, además de tratar sucesos de la Revolución de 1910, hace bosquejos biográficos de sonorenses distinguidos (que él mismo había tratado), como el ingeniero Felipe Salido Zayas, el maestro Rafael R. Romandía, etcétera, así como de artículos y prólogos.
Con el mismo seudónimo  redactó en 1937 y 1938, Crónica del Constituyente 1916-1917, reimpresa 78 años después, en noviembre de 2016. "Sólo dos pequeños periódicos comentaban lo sucedido en las sesiones del Congreso de Querétaro [...] El Constituyente, de Heriberto Jara y Rafael Vega Sánchez [...] y El Zancudo, de Salvador Guzmán y Pedro A. Chapa." Juan de Dios Bojórquez fue partícipe de ese Congreso Constituyente.
Elegido senador por Sonora para las Legislaturas XLVI y XLVII en 1964, falleció en el ejercicio de este cargo en 1967.